# Blackall-Tambo Region
Koordinaten: 24° 39′ S, 145° 48′ O

Die Blackall-Tambo Region ist ein lokales Verwaltungsgebiet (LGA) im australischen Bundesstaat Queensland. Das Gebiet ist 30.537,2 km² groß und hat etwa 1.900 Einwohner.

## Geografie
Die Region liegt im Zentrum des Staats etwa 830 km nordwestlich der Hauptstadt Brisbane.
Größte Ortschaft und Verwaltungssitz der LGA ist Blackall mit etwa 1.100 Einwohnern. Weitere Ortschaften sind Bayrick, Caldervale, Lansdowne, Lumeah, Macfarlane, Minnie Downs, Mount Enniskillen, Scrubby Creek, Tambo, Windeyer und Yandarlo.

## Geschichte
Die heutige Blackall-Tambo Region entstand 2008 aus den beiden Shires Blackall und Tambo.

## Verwaltung
Der Blackall-Tambo Regional Council hat fünf Mitglieder. Vier Councillor werden von den Bewohnern der vier Divisions (Wahlbezirke) gewählt. Der Ratsvorsitzende und Mayor (Bürgermeister) wird zusätzlich von allen Bewohnern der Region gewählt.